# 칸토어-베른슈타인 정리

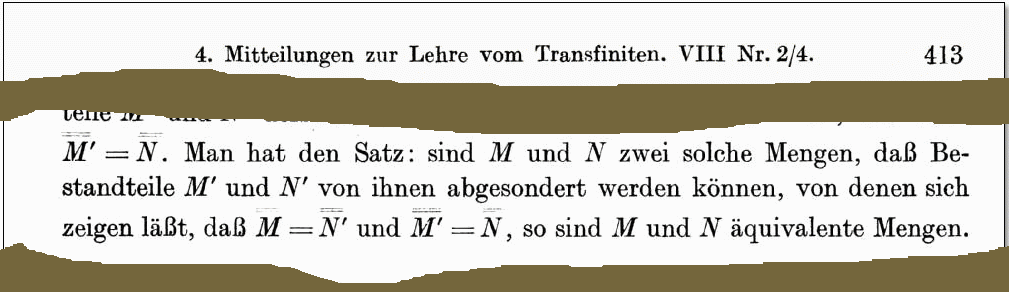
칸토어-베른슈타인 정리의 최초의 서술

집합론에서, 칸토어-베른슈타인 정리(영어: Cantor–Bernstein theorem) 또는 슈뢰더-베른슈타인 정리(영어: Schröder–Bernstein theorem)는 두 집합 사이에 두 방향으로 모두 단사 함수가 존재한다면, 두 집합 사이에 일대일 대응이 존재한다는 정리이다. 체르멜로-프렝켈 집합론에서 선택 공리를 사용하지 않고 증명할 수 있다. 칸토어-베른슈타인 정리에 따라, 기수의 표준적인 순서는 부분 순서이다. 선택 공리를 추가로 가정하면, 기수의 순서가 전순서임을 보일 수 있다.

## 정의
칸토어-베른슈타인 정리는 다음과 같다.:28, Theorem 3.2
- 두 집합 {\displaystyle X}와 {\displaystyle Y} 사이에 단사 함수 {\displaystyle f\colon X\to Y}와 {\displaystyle g\colon Y\to X}가 존재한다면, 전단사 함수 {\displaystyle h\colon X\to Y}가 존재한다.

이는 선택 공리 없이 증명할 수 있다.
기수는 같은 수의 원소를 포함하는 집합들을 묶은 동치류로 여길 수 있다. 구체적으로, 만약 전단사 함수 {\displaystyle X\to Y}가 존재한다면, {\displaystyle |X|=|Y|}라고 정의한다 ({\displaystyle |X|}는 {\displaystyle X}의 크기를 나타내는 기수). 만약 단사 함수 {\displaystyle X\to Y}가 존재한다면, {\displaystyle |X|\leq |Y|}라고 정의한다. 물론, 기수의 순서 {\displaystyle \leq }의 정의는 기수를 크기로 하는 집합의 선택과 무관하다. 이 순서는 반사 관계이며 (항등 함수는 단사 함수), 추이적 관계이다 (단사 함수의 합성은 단사 함수). 칸토어-베른슈타인 정리는 다음과 같이 적을 수 있다.
- 만약 {\displaystyle |X|\leq |Y|}이며 {\displaystyle |Y|\leq |X|}라면, {\displaystyle |X|=|Y|}이다.

즉, 기수의 순서는 반대칭 관계이며, 따라서 부분 순서이다.
정렬 집합들 사이에서는 항상 크기를 비교할 수 있다. 선택 공리를 가정하면, 모든 집합은 정렬 집합과 크기가 같으므로, 모든 집합들의 크기는 비교 가능하다. 즉, 기수의 순서는 전순서이다.

## 증명
같은 맥락의 여러 증명들이 존재한다.

### 표준적인 증명
다음과 같이 정의하자.:28, Theorem 3.2
{\displaystyle X_{0}=X}
{\displaystyle Y_{0}=g(Y)}
{\displaystyle X_{n+1}=g(f(X_{n}))}
{\displaystyle Y_{n+1}=g(f(Y_{n}))}
그러면 일련의 {\displaystyle X}의 부분 집합들
{\displaystyle X_{0}\supseteq Y_{0}\supseteq X_{1}\supseteq Y_{1}\supseteq X_{2}\supseteq Y_{2}\supseteq \cdots }
을 얻는다. (자명하게 {\displaystyle X_{0}\supseteq Y_{0}}이다. {\displaystyle Y\supseteq f(X)}이므로 {\displaystyle Y_{0}\supseteq X_{1}}이다. {\displaystyle X_{n}\supseteq Y_{n}\supseteq X_{n+1}}에 {\displaystyle g\circ f}에 대한 상을 씌우면 {\displaystyle X_{n+1}\supseteq Y_{n+1}\supseteq X_{n+2}}를 얻는다.) 이제, 함수 {\displaystyle h\colon X\to Y}를 다음과 같이 정의하자.
{\displaystyle h(x)={\begin{cases}f(x)&\exists n=0,1,\dots \colon x\in X_{n}\setminus Y_{n}\\g^{-1}(x)&\not \exists n=0,1,\dots \colon x\in X_{n}\setminus Y_{n}\end{cases}}}
({\displaystyle g}는 전단사 함수일 필요가 없으므로 역함수를 가질 필요가 없지만, 공역을 제한하여 부분적인 역함수 {\displaystyle g^{-1}\colon g(Y)\to Y}를 정의할 수 있다.) 이제 {\displaystyle h}가 단사 함수이자 전사 함수임을 보이면 충분하다.
- {\displaystyle h}는 단사 함수
  - {\displaystyle h}는 {\displaystyle (X_{0}\setminus Y_{0})\cup (X_{1}\setminus Y_{1})\cup \cdots }로 제한되었을 때 {\displaystyle f}이며, 그 여집합 {\displaystyle (Y_{0}\setminus X_{1})\cup (Y_{1}\setminus X_{2})\cup \cdots }로 제한하면 {\displaystyle g^{-1}}이다. {\displaystyle f}와 {\displaystyle g^{-1}}은 단사 함수이다. 따라서, {\displaystyle (X_{0}\setminus Y_{0})\cup (X_{1}\setminus Y_{1})\cup \cdots }의 서로 다른 원소 또는 {\displaystyle (Y_{0}\setminus X_{1})\cup (Y_{1}\setminus X_{2})\cup \cdots }의 서로 다른 원소의, {\displaystyle h}에 대한 상은 서로 다르다. {\displaystyle g\circ h}는 {\displaystyle X_{n}\setminus Y_{n}}의 원소를 {\displaystyle X_{n+1}\setminus Y_{n+1}}의 원소로 보내고, {\displaystyle Y_{n}\setminus X_{n+1}}의 원소를 (스스로로 보내므로) {\displaystyle Y_{n}\setminus X_{n+1}}로 보낸다. {\displaystyle X_{n+1}\setminus Y_{n+1}}와 {\displaystyle Y_{n}\setminus X_{n+1}}는 서로 만나지 않는다. 따라서, {\displaystyle (X_{0}\setminus Y_{0})\cup (X_{1}\setminus Y_{1})\cup \cdots }의 원소와 {\displaystyle (Y_{0}\setminus X_{1})\cup (Y_{1}\setminus X_{2})\cup \cdots }원소의, {\displaystyle h}에 대한 상은 서로 다르다.
- {\displaystyle h}는 전사 함수
  - {\displaystyle y\in Y}라고 하자. {\displaystyle g(y)\in X_{n}\setminus Y_{n}}이라면, {\displaystyle n>0}이다 ({\displaystyle \because g(y)\in g(Y)=Y_{0}}). 즉, {\displaystyle X_{n}=g(f(X_{n-1}))}, {\displaystyle Y_{n}=g(f(Y_{n-1}))}이다. {\displaystyle g}가 단사 함수이므로, {\displaystyle y=f(x)=h(x)}인 {\displaystyle x\in X_{n-1}\setminus Y_{n-1}}이 존재한다. {\displaystyle g(y)\in Y_{n}\setminus X_{n+1}}이라면, {\displaystyle h(g(y))=g^{-1}(g(y))=y}이다.

### 쾨니그의 증명
편의상 {\displaystyle X\cap Y=\varnothing }이라고 가정하자 (가정이 참이 아니라면, 두 집합을 크기가 같은 두 서로소 집합 {\displaystyle {\tilde {X}}=\{(0,x)\colon x\in X\}}와 {\displaystyle {\tilde {Y}}=\{(1,y)\colon y\in Y\}}로 대체한다). 단사 함수 {\displaystyle f\colon X\to Y}와 {\displaystyle g\colon Y\to X}의 부분적 역함수
{\displaystyle f^{-1}\colon f(X)\to X}
{\displaystyle g^{-1}\colon g(Y)\to Y}
를 정의하자. 임의의 {\displaystyle x\in X}에 대하여, {\displaystyle X\sqcup Y} 위의 열
{\displaystyle \dots ,f^{-1}(g^{-1}(x)),g^{-1}(x),x,f(x),g(f(x)),\dots }
을 구성할 수 있다. 마찬가지로, 임의의 {\displaystyle y\in Y}에 대하여, {\displaystyle X\cup Y} 위의 열
{\displaystyle \dots ,g^{-1}(f^{-1}(y)),f^{-1}(y),y,g(y),f(g(y)),\dots }
을 구성할 수 있다. 이러한 열은 {\displaystyle X}와 {\displaystyle Y}의 원소가 번갈아 가며 나타나며, 오른쪽으로는 끝없이 이어지고, 왼쪽은 끝이 없거나 ({\displaystyle f^{-1}}나 {\displaystyle g^{-1}}가 정의되지 않는) 어떤 {\displaystyle X} 또는 {\displaystyle Y}의 원소에서 끝이 난다. 임의의 항은 열을 완전하게 결정하므로, 두 열이 어떤 항을 공유한다면, 두 열은 서로 같다. 즉, 위와 같은 꼴의 열들은 {\displaystyle X\sqcup Y}을 분할한다. 따라서, 각 열에 등장하는 {\displaystyle X}의 원소와 {\displaystyle Y}의 원소 사이의 전단사 함수를 찾으면 충분하다. 임의의 항은 열을 결정하므로, 특히 바로 다음 항을 결정한다. 즉, 임의의 항을 오른쪽의 이웃하는 항으로 대응시키는 함수는 항상 잘 정의된다. 이는 열 속 {\displaystyle X}의 원소에서 열 속 {\displaystyle Y}의 원소로 가는 전단사 함수이거나, 반대 방향의 전단사 함수이다.

### 타르스키 고정점 정리를 통한 증명
{\displaystyle X}의 멱집합 격자 {\displaystyle ({\mathcal {P}}(X),\subseteq )}는 완비 격자를 이룬다. 함수
{\displaystyle {\mathcal {P}}(X)\to {\mathcal {P}}(X)}
{\displaystyle S\mapsto X\setminus g(Y\setminus f(S))}
는 순서 보존 함수이므로, 타르스키 고정점 정리에 따라 고정점 {\displaystyle S\subseteq X}를 갖는다. 즉,
{\displaystyle X\setminus S=g(Y\setminus f(S))}
이다. 따라서, 전단사 함수
{\displaystyle X\to Y}
{\displaystyle x\mapsto {\begin{cases}f(x)&x\in S\\g^{-1}(x)&x\in X\setminus S\end{cases}}}
가 존재한다.

## 참고 문헌
1. 1 2  Jech, Thomas (2003). 《Set theory》. Springer Monographs in Mathematics (영어) 3판. Berlin: Springer. doi:10.1007/3-540-44761-X. ISBN 978-3-540-44085-7. ISSN 1439-7382. MR 1940513. Zbl 1007.03002. IA settheory0000jech_f7i4.